# Presidente municipal
Um presidente municipal é o chefe do governo dos municípios do México. Este título também foi usado nas Filipinas durante a colonização espanhola e norte-americana; é comparável a um prefeito da cidade. A posição é comparável à do executivo de um condado dos Estados Unidos ou ao prefeito de uma cidade dos Estados Unidos, embora a jurisdição de um presidente municipal inclua não apenas uma cidade, mas também o município ao seu redor. Nacionalmente, essa posição também é equivalente à de Chefe de Governo do Distrito Federal (Cidade do México).